# Остроленка (Груєцький повіт)
Остроленка (пол. Ostrołęka) — село в Польщі, у гміні Варка Груєцького повіту Мазовецького воєводства.
Населення — 102 особи (2011).
У 1975-1998 роках село належало до Радомського воєводства.

## Демографія
Демографічна структура станом на 31 березня 2011 року:
|          | Загалом | Допрацездатний вік | Працездатний вік | Постпрацездатний вік |
| -------- | ------- | ------------------ | ---------------- | -------------------- |
| Чоловіки | 54      | 9                  | 37               | 8                    |
| Жінки    | 48      | 6                  | 27               | 15                   |
| Разом    | 102     | 15                 | 64               | 23                   |